# Without Face
Without Face ist eine ungarische Progressive-Metal-Band, die 1997 in Veszprém gegründet wurde.

## Geschichte
Nach der Gründung im Jahr 1997 nahmen Without Face ein erstes Demo mit dem Titel Men Without Face auf. Sowohl Bandname als auch Demotitel sind angelehnt an den Film Der Mann ohne Gesicht (Originaltitel: The Man Without a Face). Er soll außerdem verdeutlichen, dass die Gruppe über einen eigenen Stil verfüge.
Im Jahr 2000 erschien beim Label Hammer Music Productions das Debütalbum Deep Inside, welches aber später beim US-Label Dark Symphonies wiederveröffentlicht wurde. In den Jahren 2000 und 2001 erfolgten mehrere Line-Up-Wechsel, wobei insgesamt fünf Mitglieder die Band verließen. 2003 mussten sich Without Face schließlich auch von ihrer Sängerin Julie Kiss trennen, da diese zusammen mit Lee Barrett die britische Band To-Mera gründete.
Nachdem die Band 2002 einen vier Alben umfassenden Plattenvertrag beim Label Elitist Records unterschrieb, erschien noch im selben Jahr das Album Astronomicon, welches positive Bewertungen erhielt. So wurde es vom englischen Musikmagazin Metal Hammer als „Album des Monats“ ausgezeichnet.

## Diskografie
- 1998: Men Without Face (Demo)
- 2000: Deep Inside (Album)
- 2002: Astronomicon (Album)